# 에마누엘라 피에란토치
에마누엘라 피에란토치(이탈리아어: Emanuela Pierantozzi, 1968년 8월 22일~)는 이탈리아의 전직 유도 선수이다. 1992년 하계 올림픽 여자 미들급에서 은메달을 획득했으며 2000년 하계 올림픽 여자 하프헤비급에서 동메달을 획득했다. 또한 세계 선수권 대회에서 금메달 2개, 동메달 1개를 획득했다.